# Криптокорина

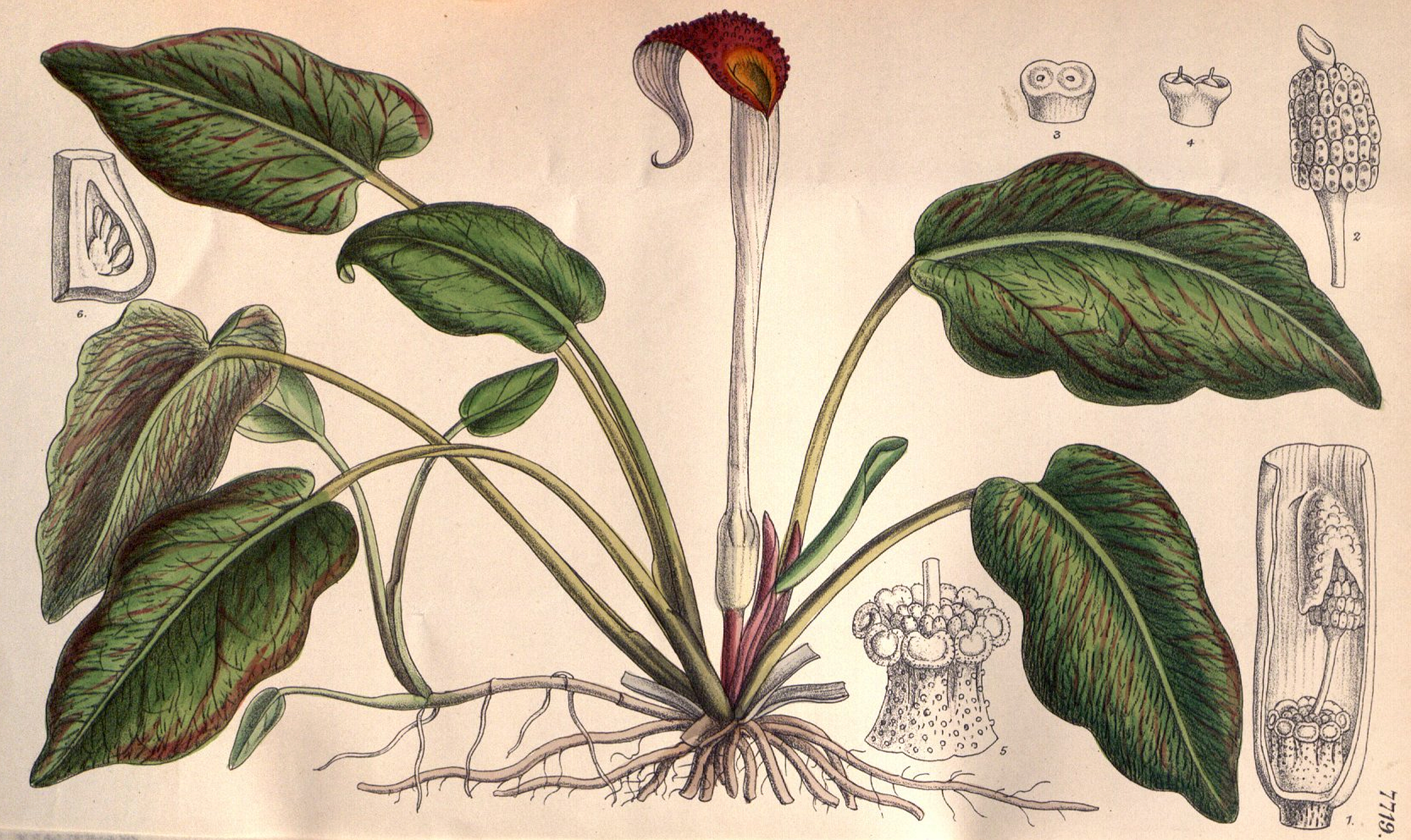
Криптокорина Гріффіта

Криптокорина (Cryptocorýne) — рід тропічних трав'янистих земноводних рослин родини кліщинцеві (Araceae). Має багато видів (67 згідно з Plants of the World Online); рослини роду широко використовуються в акваріумістиці.

## Назва і перший опис
Назва роду походить від лат. crypto («захований») і грец. koryne («булава», «початок») — від будови квітки.
Перші рослини цього роду були описані шведським ботаніком Андерсом Реціусом в 1779 році як Arum spirale. Власне рід Cryptocoryne описаний в 1828 році Фрідріхом фон Фішером, німецьким ботаніком на російській службі, директором Імператорського ботанічного саду в Петербурзі.

## Опис
Зустрічається в тропічній та субтропічній Азії: Китай, Індія, Бангладеш, Шрі-Ланка, Лаос, М'янма , Тайвань, В'єтнам, Борнео, Ява, Молуккські острови, Філіппіни, Сулавесі, Суринам, Нова Гвінея.
Ростуть у затінених місцях по річках і струмках, що протікають під пологом  дощових тропічних лісів. Мають розвинену кореневу систему.
У природних умовах рідко розмножуються насінням, типовим для них є вегетативне розмноження кореневими відростками і кореневищами.

## В акваріумістиці
Криптокорини є популярним об'єктом утримання в прісноводних акваріумах, окремі види мають відмінні декоративні якості: криптокорина блискуча має вузьке яскраво-зелене ланцетоподібне листя, у висоту сягає до 10 см; криптокорина апоногетонолистна відзначається значним розміром до 1,5 м та має темно-зелене хвилясте листя.
Більшість криптокорин потребують активної реакції води в межах від 6,8 до 7,5 і твердість 8-12 °, вимагають відносно старої води).
Окремі види криптокорин є досить вибагливими до стабільності параметрів води і при різкій їх зміні можуть втрачати листя, яке немов перетворюється на кисіль і розчиняється у воді (у акваріумістів явище дістало назву «криптокоринова хвороба»).